# Kundaliní

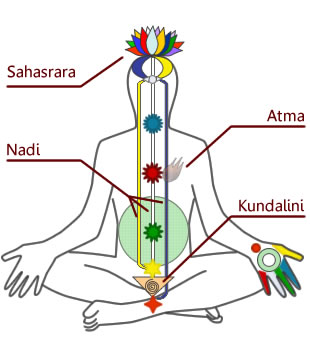
Diagrama en el qual es representa a la kundaliní en estat potencial o "aletargada" en el mūlādhāra chakra o perineo, els exercicis ioga, sobretot la meditació basada en respiració prāṇāiādt. i amb reiteracions de mantra i banhda és activada i ascendeix al llarg de la gran nāḍī denominada abaduhti o shushumna al llarg de la raquis i fins al vèrtex cranial passant pel tercer ull obrint o despertant activant ascendentment a cadascun dels chakras onduleando o oscil·lant harmònicament entre les altres dues importants nāḍī cridades anada i pingala fins a, després d'un temps adequat de meditació s'activaria el sahasrara chakra o lotus dels deu mil pètals produint un samādhi.

La kundaliní és un terme sànscrit amb el qual es descriu una energia invisible i immesurable que roman adormida al cos humà.
Les primeres referències són a textos sagrats de l'hinduisme: alguns Upanixads i el Rig Veda. Posteriorment, se cita aquesta força psicoespiritual a diversos textos tradicionals de hatha ioga i tantra, com per exemple el Hatha Yoga Pradipika atribuït al iogui Ghoraksha. A les doctrines de l'hinduisme, el ioga i el tantra es representa la kundaliní com una serp adormida, enrotllada a la base del tronc.
El lloc on resideix amagada aquesta força dins del cos humà no és física, es troba a la base de la columna vertebral, a muladara, el primer d'un grup de set centres energètics (txakres o nadis).

## Representació simbòlica
La representació simbòlica de la kundaliní o energia a l'hinduisme és la d'una cobra. Aquesta serp en la major part de les persones roman adormida, enroscada al chakra Muladhara, esperant el moment per despertar. A un dels sutra del Hatha Yoga Pradipika (3.1) la kundaliní és elogiada com la base de totes les pràctiques del ioga. Tot seguit aquest antic manual de ioga exposa el procés de despertar per mediació d'un gurú (3.2), alguns dels seus efectes (3.3), i com l'entrada inferior del nadi Sushumna és la porta d'accés cap a Brahman, l'Absolut (3.5). Al Rig Veda (10.189) es menciona la kundaliní amb el nom de Vâc Virâj (“veu resplendent”), i es descriu com sârpa-râjnî, la “serp reina”.
Diversos textos moderns estableixen una correspondència entre aquest terme sànscrit de l'hinduisme amb altres símbols místics semblants d'altres doctrines. En moltes cultures la serp ha estat venerada com un animal sagrat. En l'antiga civilització egípcia els faraons portaven una serp a les seves corones com a representació de la seva divinitat. També a les cultures maia i asteca es venerava la serp emplomada. Una de les representacions simbòliques més properes a la cultura catalana és la vara d'Asclepi, l'emblema de la medicina a diversos països, en el que una serp està enroscada al voltant d'una vara.

## Doctrina
Per tal d'entendre què és kundaliní per a l'hinduisme cal tenir present que forma part d'una doctrina o pensament diferent del de la ciència occidental, així cal conèixer altres conceptes associats com prana, txakra, nadi, granthi, etc.

### Txakra i nadi
Igual que l'acupuntura, el ioga parla de l'existència d'un cos energètic format per prana (chi o ki en la cultura xinesa ancestral), en el que trobem diferents nadis i txakres.
Els nadi (rius) són canals per on es distribueix l'energia (equivalents als meridians de l'acupuntura) i tres són els principals per al ioga: Ida, Pingala i Sushumna. Aquests tres nadi estan situats al cos de prana, i no a la medul·la espinal del cos físic. Quan kundaliní es desperta, ascendeix a través de Sushumna. Surt de Muladhara, passa per un total de sis Sat Chakra i arriba fins a Sahasrara, conegut com el lotus de mil pètals.
Chakra significa “roda” en sànscrit i es refereix als diferents centres energètics on el prana es mou de forma circular. Els set txacres són els següents:
- Muladhara: a la base de la columna.
- Swadisthana: regió lumbar.
- Manipura: a l'altura de l'estómac i el diafragma.
- Anahata: al tòrax.
- Vishudha: a la regió cervical, al coll.
- Ajna: a l'interior del crani.
- Sahasrara: s'obre sobre el crani.

## Despertar de kundaliní

### La síndrome de kundaliní
Des del punt de vista mèdic, la síndrome de kundaliní són una sèrie de símptomes sensorials, motors, mentals i afectius que diuen tenir les persones que practiquen ioga, meditació o han experimentat un estat proper a la mort.